# Debagrām
Debagrām är en ort i Indien.   Den ligger i distriktet Nadia och delstaten Västbengalen, i den östra delen av landet, 1 200 km sydost om huvudstaden New Delhi. Debagrām ligger 23 meter över havet och antalet invånare är 33 757.
Terrängen runt Debagrām är mycket platt. Runt Debagrām är det mycket tätbefolkat, med 1 056 invånare per kvadratkilometer. Närmaste större samhälle är Kātoya, 17,7 km väster om Debagrām. Trakten runt Debagrām består till största delen av jordbruksmark.